# Modul udaljenosti
U astronomiji, modul udaljenosti, razlika između prividne (m) i apsolutne magnitude, zvjezdane veličine (M). Ovisi o udaljenosti r (u parsecima) i o apsorpciji (A) u međuzvjezdanoj tvari: m – M = 5 log r – 5 + A. Rabi se za određivanje udaljenosti zvijezda i zvjezdanih skupova.